# Lijst van voetbalinterlands Algerije - Namibië
Deze lijst van voetbalinterlands is een overzicht van alle officiële voetbalwedstrijden tussen de nationale teams van Algerije en Namibië. De landen hebben tot op heden vier keer tegen elkaar gespeeld. De eerste ontmoeting was een kwalificatiewedstrijd voor het Wereldkampioenschap voetbal 2002 in Algiers op 26 januari 2001. Het laatste duel, een kwalificatiewedstrijd voor de Afrika Cup 2004, werd gespeeld op 20 juni 2003 in de Algerijnse hoofdstad.

## Wedstrijden
| № | Plaats   | Datum            | Competitie                   | Wedstrijd          | Uitslag |
| - | -------- | ---------------- | ---------------------------- | ------------------ | ------- |
| 1 | Algiers  | 26 januari 2001  | WK 2002 kwalificatie         | Algerije − Namibië | 1 − 0   |
| 2 | Windhoek | 30 juni 2001     | WK 2002 kwalificatie         | Namibië − Algerije | 0 − 4   |
| 3 | Windhoek | 7 september 2002 | Afrika Cup 2004 kwalificatie | Namibië − Algerije | 0 − 1   |
| 4 | Algiers  | 20 juni 2003     | Afrika Cup 2004 kwalificatie | Algerije − Namibië | 1 − 0   |

## Samenvatting
| Competitie              | Totaal gespeeld | Winst Algerije | Gelijk | Winst Namibië | Doelsaldo Algerije – Namibië |
| ----------------------- | --------------- | -------------- | ------ | ------------- | ---------------------------- |
| WK-kwalificatie         | 2               | 2              | 0      | 0             | 5 − 0                        |
| Afrika Cup-kwalificatie | 2               | 2              | 0      | 0             | 2 − 0                        |
| Totaal                  | 4               | 4              | 0      | 0             | 7 − 0                        |

Wedstrijden bepaald door strafschoppen worden, in lijn met de FIFA, als een gelijkspel gerekend.